# ジオスゲニン
ジオスゲニン（Diosgenin）はフィトステロイドであるサポゲニンの一つで、ヤマノイモ属のヤムイモやシロギニアヤムなどの塊茎（芋）から抽出されるサポニンを酸や強塩基、または酵素により加水分解することで得られる。ジオスシンなどのジオスゲニン配糖体（サポニン）から加水分解により得た非糖部分（アグリコン）であり、コルチゾン、プレグネノロン、プロゲステロンやさまざまなステロイド類縁体の商業的合成に利用される。

## 含有植物
フクジンソウ（Costus speciosus）やシオデ属の Smilax menispermoidea の他、ツクバネソウ属、ソクシンラン属、トリゴネラ属、エンレイソウ属の植物に検出可能な量が含まれる他、ヤマノイモ属の植物には抽出可能な量が含まれる。例えば D. althaeoides、colletti、 composita、floribunda、futschauensis、gracillima、hispida、hypoglauca、mexicana、nipponica（ウチワドコロ）、panthaica、parviflora、septemloba（キクバドコロ）、zingiberensis や Helicteres isora（インディアン・スクリューツリー）などが知られる。
2020年代になって、三好規之らにより生合成遺伝子が取得され、生合成遺伝子配列が決定された。

## 産業用途
ジオスゲニンは、プロゲステロンの合成などマーカー分解を起点とするステロイドホルモン合成プロセスにおける前駆体となる。この方法は、ごく初期の経口避妊薬の製造にも用いられた。
また、ジオスゲニンは、サプリメントなどの健康食品にも多く利用され、2021年5月「医薬品的効能効果を標ぼうしない限り医薬品と判断しない成分本質（原材料）リスト」に追加されている。近年、ジオスゲニンを機能性関与成分とした認知機能改善目的の機能性表示食品にも利用されている。